# 永井花子
永井 花子（ながい はなこ、1907年頃 - 1982年3月17日）は、日本の女子競泳選手。日本女子競泳の黎明期を代表する選手。
1925年（大正14年）の日本選手権水泳競技大会で京都武徳会所属として50m自由形と100m自由形で優勝している。1927年（昭和2年）の1月には大阪毎日新聞の運動課へと入社し、記者として働いた。同年の日本選手権では再び50m自由形で優勝している。このときの所属は浜寺水練学校。
1982年3月17日、死去。74歳だった。

## 主な実績
- 1922年第1回大阪日本女子水上選手権大会（萬朝報社主催）[3]　50m自由形優勝　200m自由形優勝
- 1923年第6回極東選手権競技大会[4]　50m自由形2位　100m自由形優勝（日本新）200m自由形2位
- 1923年第2回全国女子競泳大会（萬朝報社主催）[4]　50m自由形優勝（日本新）　100m自由形2位　200mリレー優勝（日本新）
- 1923年第2回日本水上選手権大会[4]　50m自由形（日本新）　100m自由形　200m自由形（日本新）
- 1924年女子オリンピック大会[5]　50m自由形優勝　100m自由形（日本新）　200mリレー優勝（日本新）
- 1924年第3回全国女子競泳大会（萬朝報社主催）[5]　50m自由形優勝　100m自由形（日本新）　200mリレー優勝（日本新）
- 1924年第3回日本水上選手権大会[5]　50m自由形優勝　100m自由形優勝　200mリレー優勝（日本新）
- 1925年第4回全国女子競泳大会（萬朝報社主催）[6]　50m自由形優勝　100m自由形優勝　200mリレー優勝
- 1925年全国女子競泳大会（大阪健母会主催）[6]　200mリレー優勝（日本新）　400mリレー優勝（日本新）
- 1925年第4回日本水上選手権大会[6]　100m自由形優勝（日本新）　200mリレー優勝（日本新）
- 1925年第1回日本選手権兼第2回神宮水上競技大会[6]　50m自由形優勝　100m自由形優勝